# Juan José Córdoba
Juan José Córdoba Zapata (Medellín, Colombia, 11 de julio de 2003) es un futbolista profesional colombiano. 

## Trayectoria
Se unió al Dinamo Zagreb en el verano de 2024 procedente del Deportivo Cali por unos 2,1 millones de euros. 
En julio de 2025 fue cedido al Sporting de Gijón pero no superó el reconocimiento médico y el club decidió no contratarlo.

## Clubes
| Club               | Temporada     | Liga                    | Liga        | Liga  | Copa        | Copa  | Continental | Continental | Otros       | Otros | Total       | Total |
| Club               | Temporada     | Division                | Apariciones | Goles | Apariciones | Goles | Apariciones | Goles       | Apariciones | Goles | Apariciones | Goles |
| ------------------ | ------------- | ----------------------- | ----------- | ----- | ----------- | ----- | ----------- | ----------- | ----------- | ----- | ----------- | ----- |
| Deportivo Cali     | 2021          | Categoría Primera A     | 1           | 0     | 0           | 0     | —           | —           | —           | —     | 1           | 0     |
| Deportivo Cali     | 2023          | Categoría Primera A     | 20          | 1     | 4           | 0     | —           | —           | —           | —     | 24          | 1     |
| Deportivo Cali     | 2024          | Categoría Primera A     | 22          | 6     | 0           | 0     | —           | —           | —           | —     | 22          | 6     |
| Deportivo Cali     | Total         | Total                   | 43          | 7     | 4           | 0     | 0           | 0           | —           | —     | 47          | 7     |
| Fortaleza (cesión) | 2022          | Categoría Primera B     | 13          | 0     | 1           | 0     | —           | —           | —           | —     |             | 0     |
| Dinamo Zagreb      | 2024–25       | Primera Liga de Croacia | 11          | 1     | 3           | 1     | 3           | 0           | —           | —     | 17          | 2     |
| Total carrera      | Total carrera | Total carrera           | 67          | 8     | 8           | 1     | 3           | 0           | 0           | 0     | 78          | 9     |